# Rodong-1
Le Rodong-1 (en coréen : 로동 1호) est un missile balistique nord-coréen à moyenne portée à un seul étage à ergols liquides, dont le lancement s'effectue depuis une plate-forme mobile. Sa portée est estimée à une valeur comprise entre 900 et 1 000 km. Leur nombre est estimé à 200-300 éléments. L'US Air Force estimait en juin 2017 que moins de 100 lanceurs étaient opérationnels. 
Une variante du Rodong-1 s’appelle Hwasong-9.

## Histoire
Développé au milieu des années 1980, c'est une adaptation du missile soviétique SS-1 (plus connu sous son Code OTAN, Scud), qui a été exportée dans quelques pays.

## Pays utilisateurs
- Corée du Nord
- Égypte
- Iran